# Pfarrkirche Tragwein

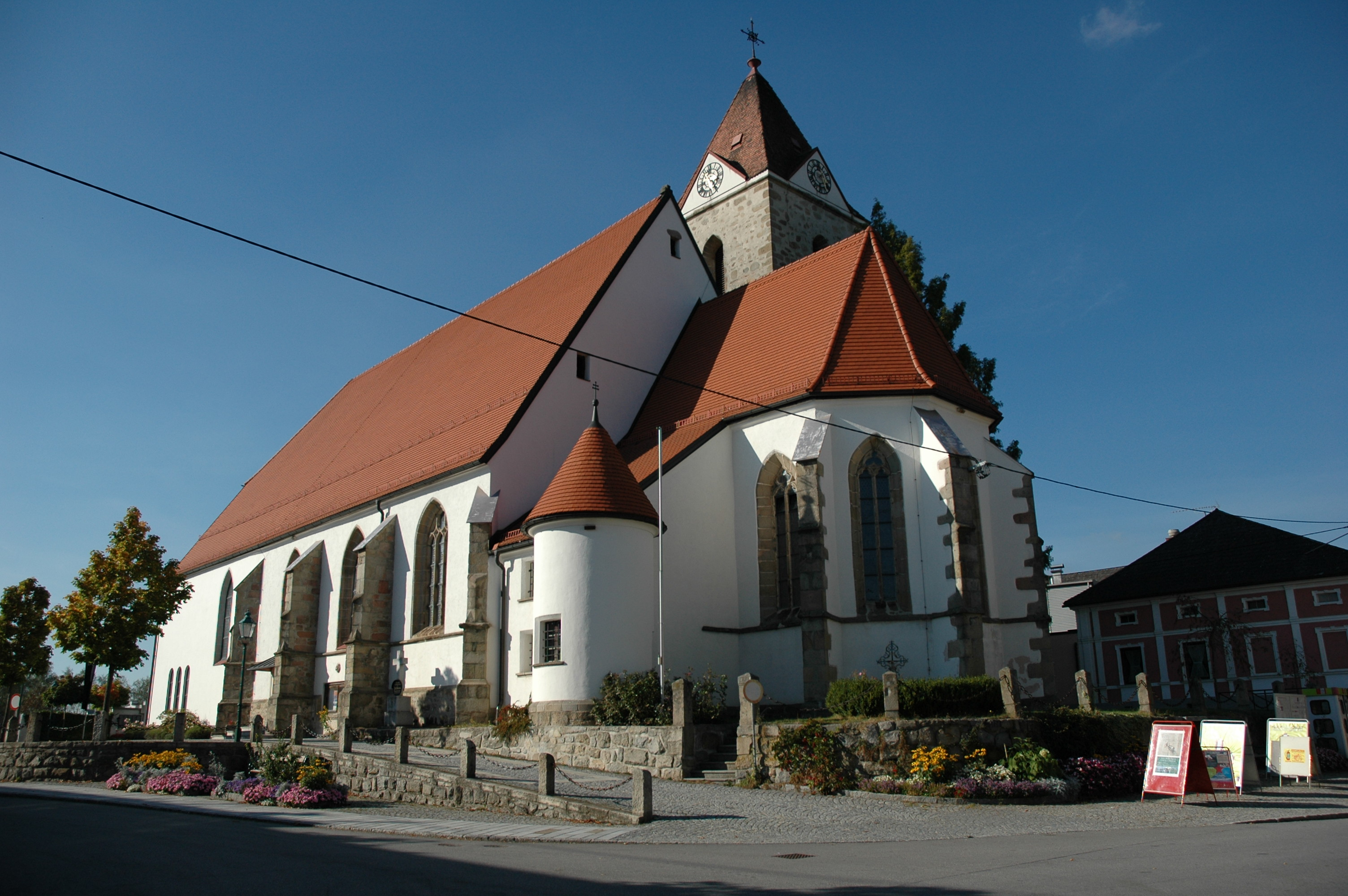
Katholische Pfarrkirche Hll. Peter und Paul in Tragwein

Die Pfarrkirche Tragwein steht an der Westseite des Marktes in der Marktgemeinde Tragwein im Bezirk Freistadt in Oberösterreich. Die den Heiligen Peter und Paul geweihte römisch-katholische Pfarrkirche gehört zum Dekanat Unterweißenbach in der Diözese Linz. Die Kirche steht unter Denkmalschutz (Listeneintrag).

## Geschichte
1297 wurde urkundlich eine Pfarre genannt.
Im Kern ist die Nord- und Ostmauer des Langhauses romanisch. Der Chor wurde wohl ab der Mitte des 14. Jahrhunderts mit der Sakristei im nördlichen Chorwinkel erbaut. Der Turm, im unteren Bereich aus dem 13. Jahrhundert, wurde um 1500 erhöht. 1851 erfolgten Giebelaufbauten am Turm. Die Neuwölbung des Langhauses und der Anbau eines Südschiffes zeigt einen Schlussstein mit 1521. Das Fenster in der Giebelfront nennt 1534. Die Sakristei im südlichen Chorwinkel wurde nach Plänen von Matthäus Schlager angebaut. 1967 erfolgt mit dem Architekten Anton Zemann eine Erweiterung des Langhauses nach Westen, eine Vergrößerung der Fenster am Südschiff, eine Vergrößerung des Triumphbogens zum Chor, ein Durchbruch für ein Fenster über dem Nordportal, und die Entfernung der neugotischen Einrichtung.

## Architektur
Das Langhaus im vorderen gotischen Bereich ist eine zweischiffige dreijochige Staffelhalle mit einem bemerkenswerten Netzrippengewölbe im Hauptschiff mit gekurvten Rippenstücken und drei unterschiedlichen Sternformationen im Südschiff. Der westliche zweijochige Anbau aus 1967 hat ein Obergeschoß als Empore. Der eingezogene einjochige Chor mit einem Fünfachtelschluss ist kreuzrippengewölbt. Der mächtige steinsichtige Turm steht nördlich an der romanischen Nordwand des Langhauses und an der gotischen ehemals tonnengewölbten Sakristei. Im südlichen Chorwinkel steht der Sakristeianbau aus 1926 über einem quadratischen Grundriss mit einem Treppentürmchen an der äußeren Ecke.
Die figuralen neugotischen Glasfenster im Chor schuf die Oberösterreichische Glasmalereianstalt in Linz 1908 mit den Darstellungen Mariä Verkündigung, Herz Jesu, Vision der Margareta Maria Alacoque, Josef und Maria.

## Ausstattung
Die Figuren Petrus und Paulus sind aus dem vierten Viertel des 17. Jahrhunderts. Das Kruzifix entstand urkundlich 1723. Weitere Figuren von den ehemals neugotischen Altären sind von Josef Linzinger, der auch 1911 die Kreuzwegstationen schuf.
Die Orgel baute 1969 die Oberösterreichische Orgelbauanstalt mit Wilhelm Zika. Es gibt ein Harmonium der Firma Cäcilia Österreichische Orgelbau AG. Eine Glocke mit den Reliefs Maria mit Kind und Kreuzigung Christi nennt 1541. Eine Glocke nennt 1619.